# 乔治敦大学医学院
乔治敦大学医学院（英語：Georgetown University School of Medicine）是一所建立于1851年的医学学院，属于乔治敦大学的五所研究生院之一。该医学院与乔治敦大学医院、华盛顿医疗中心及其他九所华盛顿地区的联邦或社区医院有合作关系。乔治敦大学医学院是美国最古老的天主教医学院。